# کانن ئی‌اواس دی۳۰
کانن ئی‌اواس دی۳۰ (به انگلیسی: Canon EOS D30) یک دوربین عکاسی تک‌لنزی بازتابی ساخت شرکت کانن است.